# Тернівка-Миколаївська
Терні́вка-Микола́ївська — проміжна залізнична станція 5-го класу Херсонської дирекції Одеської залізниці на лінії Колосівка — Миколаїв між станціями Баловне (5 км) та Мішкове (15 км). Розташована за 5 км на північний захід від селища Тернівка Центрального району міста Миколаєва Миколаївської області.

## Історія
Станція відкрита 1969 року.

## Пасажирське сполучення
На станції зупиняються приміські поїзди сполученням Миколаїв-Вантажний — Колосівка (курсує 
одна пара поїздів щоп'ятниці та щонеділі).